# Pásztor Mátyás
Pásztor Mátyás (Cegléd, 1987. február 20. –) olimpiai bronzérmes magyar vízilabdázó.

## Pályafutása
Szülővárosában, Cegléden kezdett vízilabdázni, majd a BVSC-hez került a Szőnyi útra. A vasutasok junior csapatából igazolt az élvonalbeli Szolnoki Főiskolához.
2006-ban bemutatkozott a felnőtt első osztályú a bajnokságban, majd csapatával a 9. helyen zárt. A következő két bajnoki évadban is az alsóházi rájátszásban szerepelt. Teljesítményét Kemény Dénes, a magyar vízilabda-válogatott szövetségi kapitánya koronázta meg azzal, hogy 2009-ben meghívta az újjászervezett nemzeti válogatott januári összetartására.
Válogatott mérkőzésen nem ugrott vízbe, azonban a bajnokságban egyre jobb eredményt ért el. A 2009–10-es bajnoki idényt a 6., a 2010–11-es szezont pedig már az 5. helyen zárta csapatával, ami nemzetközi kupaszereplést jelentett. A Szolnokkal a LEN-kupa elődöntőjéig menetelt, ahol a spanyol CN Sabadell ellen maradtak alul.
A 2012–13-as bajnoki évad nyitányán a Magyar Kupa döntőjében szerepelt, a Szolnok azonban hosszabbításos mérkőzésen alulmaradt a címvédő A-Híd Szeged ellenében. 2014-ben a BVSC-be igazolt. 2015-ben a magyar bajnokság gólkirálya volt.
A tokiói olimpián szereplő keretbe beválogatták, miután gólkirályi címet nyert a magyar bajnokságban. Az ötkarikás játékokon bronzérmes lett a válogatottal.
2022-ben újra a Szolnok játékosa lett, aktív pályafutását is itt fejezte be a 2023/24-es szezon végén.
Testvérei Pásztor István és Pásztor Zsófia kézilabdázók.

## Eredményei
Klubcsapattal
Magyar bajnokság (OB I)
- - Ezüstérmes (1) : 2013, 2014 - Szolnoki Dózsa-KÖZGÉP

- Magyar Kupa
  - Ezüstérmes (1): 2012 – Szolnoki Dózsa-KÖZGÉP

- LEN-kupaPásztor Mátyás sokadik virágzását éli a Szolnoki Dózsánál
  - Elődöntős (1): 2012 – Szolnoki Dózsa-KÖZGÉP

## Díjai
- Magyar Arany Érdemkereszt (2021)[7]

## Családja
Nős, felesége Köteles Anna. Fiuk Marcell 2019 decemberében született. Bátyja Pásztor István olimpiai negyedik helyezett kézilabdázó, nővére Zsófia válogatott kézilabdázó.